# Godiasco
Godiasco é uma comuna italiana da região da Lombardia, província de Pavia, com cerca de 2.806 habitantes. Estende-se por uma área de 20,6 km², tendo uma densidade populacional de 140 hab/km². Faz fronteira com Casalnoceto (AL), Cecima, Montesegale, Ponte Nizza, Pozzol Groppo (AL), Rivanazzano, Rocca Susella, Volpedo (AL).

## Demografia
| Variação demográfica do município entre 1861 e 2011                               |
|                                                                                   |
| Fonte: Istituto Nazionale di Statistica (ISTAT) - Elaboração gráfica da Wikipedia |